# راشل مرسیک
راشل مرسیک (انگلیسی: Rachel Mercik؛ زادهٔ ۱۶ دسامبر ۱۹۹۱) بازیکن فوتبال اهل ایالات متحده آمریکا است.
از باشگاه‌هایی که در آن بازی کرده‌است می‌توان به باشگاه فوتبال ۱.اف‌اف‌سی توربین پوتسدام و باشگاه فوتبال زنان سیاتل ساندرز اشاره کرد.
وی همچنین در تیم‌های ملی فوتبال United States women's national under-17 soccer team و زیر ۲۳ سال زنان ایالات متحده آمریکا بازی کرده‌است.